# Dorfkirche Kieve

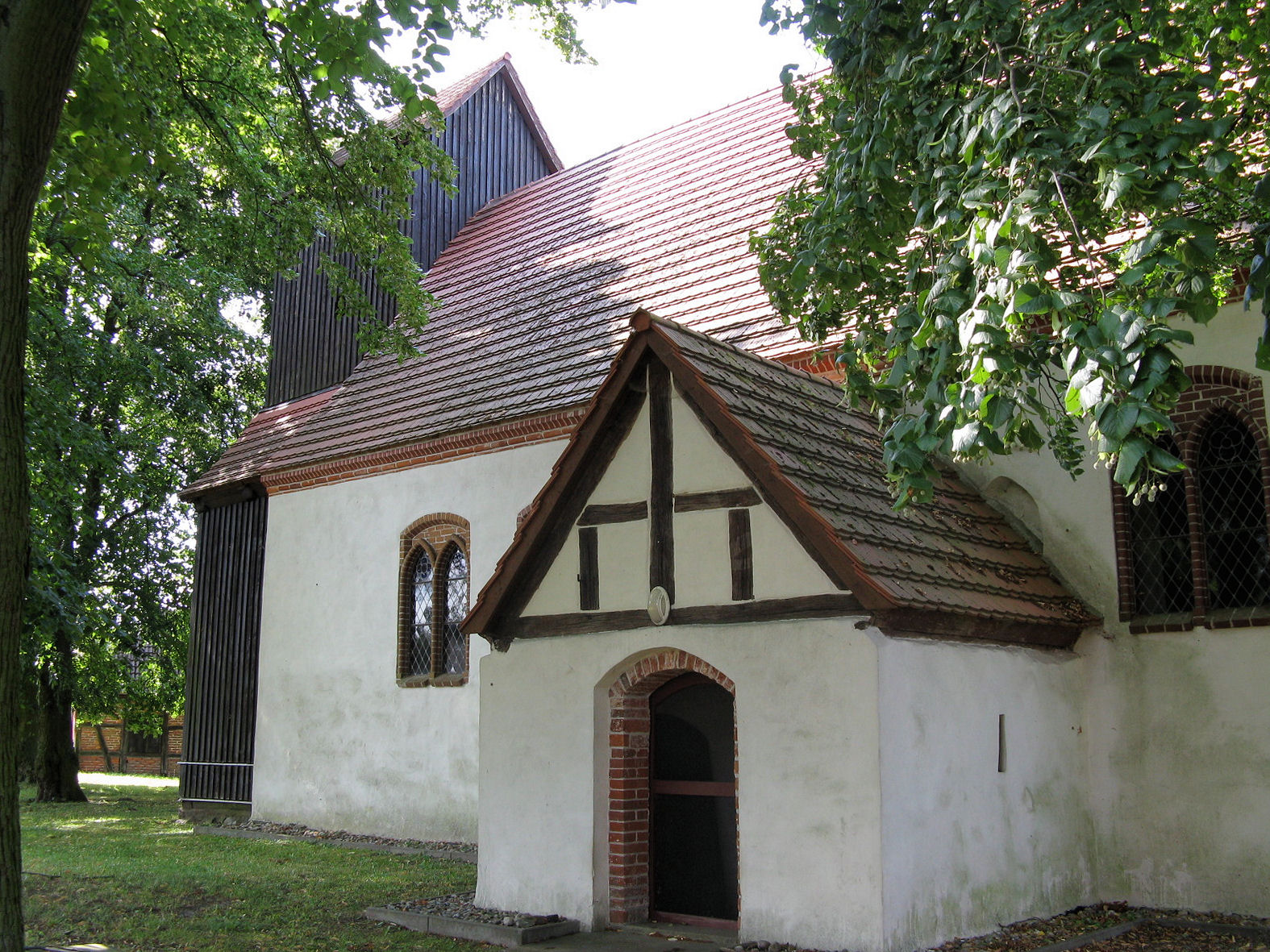
Dorfkirche Kieve

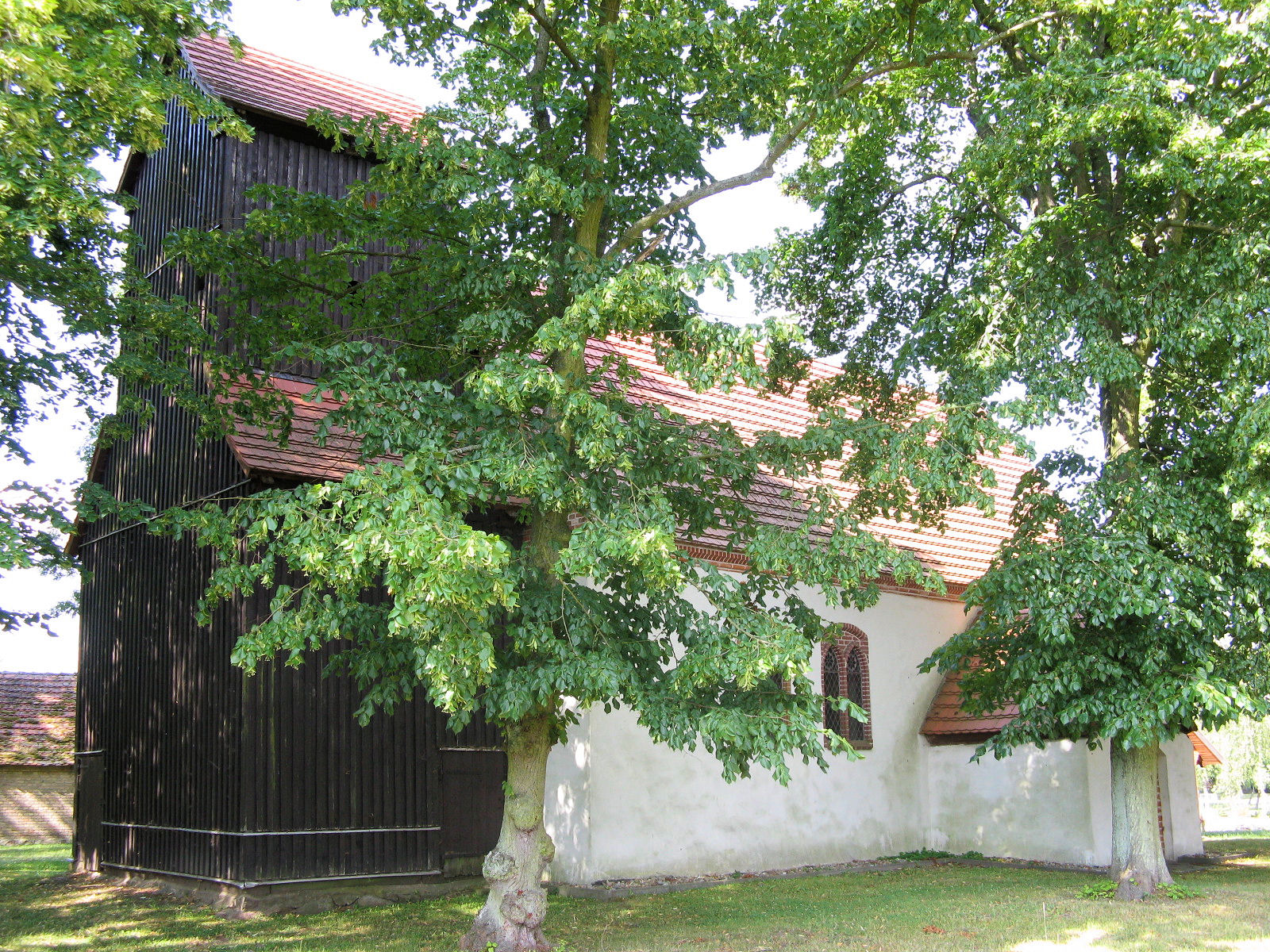
Turmansicht

Die Dorfkirche ist ein denkmalgeschütztes Kirchengebäude in Kieve, einer Gemeinde im Landkreis Mecklenburgische Seenplatte (Mecklenburg-Vorpommern). Die Kirche gehört zur Propstei Neustrelitz der Evangelisch-Lutherischen Kirche in Norddeutschland (Nordkirche).

## Geschichte und Architektur
Das Gebäude wurde nach der Zerstörung im Dreißigjährigen Krieg wiederaufgebaut und später mehrfach verändert. Die rechteckige, flachgedeckte Saalkirche wurde aus Feldstein, unter Verwendung von Backstein, gemauert. Die Vorderfront ist verputzt, an der Nordseite sind die Feldsteine und die mit Backstein eingefassten Spitzbogenfenster sichtbar. Die Kirche stammt im Kern wohl vom Ende des 13. Jahrhunderts. Der westliche Backsteingiebel und die neugotischen Fenster wurden 1872 zugefügt. Seitlich befindet sich ein kleiner Fachwerkanbau.
Der verbretterte Westturm aus Holz ist mit Ziegeln gedeckt. Er stammt ebenso wie der Fachwerkgiebel vom Ende des 18. Jahrhunderts.
Der schlichte Innenraum wird von einer Holzdecke überspannt.

## Ausstattung
- Der Altaraufsatz aus Holz ist mit 1682 bezeichnet. Der Säulenaufbau zeigt Gemälde mit der Darstellung des Abendmahls und im Auszug die Auferstehung Christi. Am Sockel stehen beiderseits Figuren der Stifter. Der Aufsatz ist mit einer Kreuzigungsgruppe bekrönt.
- Das geschnitzte Relief ist eine Arbeit aus der Zeit um 1500. Es handelt sich hier um eine Figurengruppe aus einer Kreuzigungsdarstellung.
- Der Wandteppich mit der Darstellung des verlorenen Sohnes ist sehenswert.
- Die drei Glocken wurde 1837 von Johann Christian Haack aus Rostock gegossen.